# John Singleton Copley
John Singleton Copley (født 3. juli 1737 i Boston, død 9. september 1815 i London) var en nordamerikansk maler.
Copley uddannede sig under kobberstikkeren Peter Pelham, men mest på egen hånd i sin fødeby, og rejste 1774 til London, hvor han efter en studietid i Italien nedsatte sig, og hvor han 1779 blev medlem af Royal Academy. Han vandt snart betydelig anseelse ved sine historiebilleder, dygtige, vel komponerede, i koloristisk henseende lidt svage værker, som får forøget interesse ved talrige indføjede portrætter. En type på Copleys kunst er det kendte arbejde i National Gallery, Lord Chathams sidste Tale (kaldet "Chathams Død"). Meget populære blev også Major Piersons Død og særlig Ødelæggelsen af de spanske Svømmende Batterier ved Gibraltar National Gallery. Han var også en anset portrætmaler: Ralph Izard og hustru (Boston-Museum), Georg 3.’s døtre, Buckingham Palace, etc. Copley er fader til den kendte lordkansler John Copley, 1st Baron Lyndhurst.

## Galleri
- Ødelæggelsen af de spanske Svømmende Batterier ved Gibraltar, ca. 1783
- Watson and the Shark
- The Death of Major Peirson
- The Death of the Earl of Chatham

## Ældre litteratur angivet Salmonsens Konversationsleksikon
- Perkins, A sketch of the life of Copley, Boston, 1872